# Kfz-Kennzeichen (Afghanistan)

Afghanisches Kfz-Kennzeichen seit 2004 (KBL = Provinz Kabul)

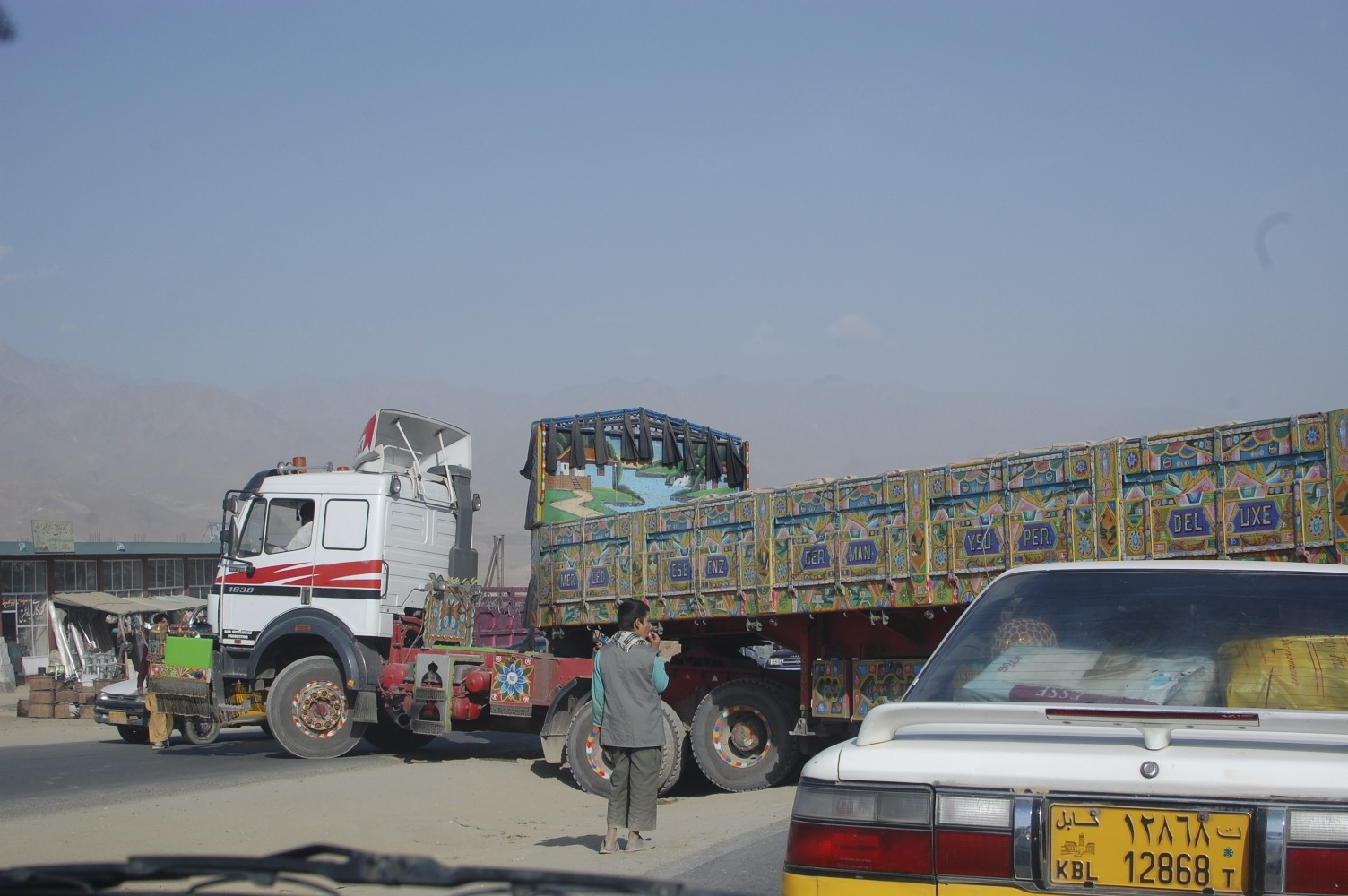
Taxi-Kennzeichen aus der Provinz Kabul

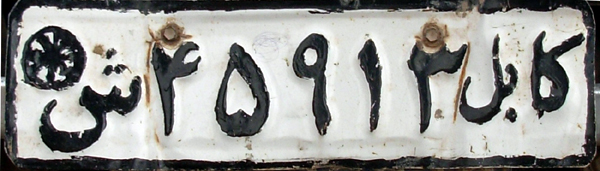
Älteres Kennzeichen

Die aktuellen afghanischen Kfz-Kennzeichen wurden 2004 eingeführt und seitdem leicht modifiziert. Die Schilder besitzen eine Größe von 390 × 160 mm und zeigen in der Regel schwarze Schrift auf weißem Grund. Die Beschriftung besteht aus drei Buchstaben, die die Herkunftsprovinz des Fahrzeugs angeben, einer fortlaufenden Ziffernfolge und einem oder mehreren Buchstaben, die den Status des Fahrzeugs anzeigen (PRV oder SH für Privatfahrzeuge, L für Lkw). In der oberen Zeile werden Buchstaben und Ziffern in arabischen Schriftzeichen wiedergegeben, in der unteren in lateinischen. Zwischen beiden Aufschriften befindet sich am linken Rand ein Bild des Präsidentenpalastes in Kabul sowie bei neueren Schildern eine Hologramm-Plakette am rechten Rand.

Nummernschilder für Fahrzeuge zum öffentlichen Personentransport besitzen einen gelben Hintergrund. Als Buchstaben werden B für Bus oder T für Taxi auf der rechten Seite verwendet.
Ältere Kennzeichen wiesen ausschließlich arabische Schriftzeichen auf. Sie begannen mit einem Buchstaben gefolgt von vier Ziffern. Am Ende erschien der ausgeschriebene Name der Provinz.
| Vehicle types     | Vehicle types          | Vehicle types | Vehicle types   | Vehicle types     |
| Fahrzeugart       | Farbe                  | Bild          | Code (persisch) | Code (lateinisch) |
| ----------------- | ---------------------- | ------------- | --------------- | ----------------- |
| Busse             | gelb, schwarze Schrift |               | ب               | B                 |
| Regierung         | schwarz, weiße Schrift |               | -               | -                 |
| LKW               | weiß, schwarze Schrift |               | ل               | L                 |
| Zweiräder         | weiß, schwarze Schrift |               | م               | M                 |
| Privatfahrzeuge   | weiß, schwarze Schrift |               | ش               | PRV               |
| Taxis             | gelb, schwarze Schrift |               | ت               | T                 |
| Vereinte Nationen | blau, schwarze Schrift |               |                 |                   |

Provinzkürzel:
| Provinz     | Persisch/Paschto | Latein | Provinz      | Persisch/Paschto | Latein |
| ----------- | ---------------- | ------ | ------------ | ---------------- | ------ |
| Badachschan | بدخشان           | BDN    | Kunar        | کونر             | KNR    |
| Badghis     | بادغیس           | BDG    | Kunduz       | کندوز            | KDZ    |
| Baglan      | بغلان            | BAG    | Laghman      | لغمان            | LGM    |
| Balch       | بلخ              | BLH    | Lugar        | لوگر             | LGR    |
| Bamiyan     | بامیان           | BAM    | Nangarhar    | ننگرهار          | NGR    |
| Daikondi    | دایکندی          | DYK    | Nimrus       | نیمروز           | NRZ    |
| Farah       | فراه             | FRH    | Nuristan     | نورستان          | NUR    |
| Faryab      | فریاب            | FYB    | Paktia       | پکتیا            | PAK    |
| Ghazni      | غزنی             | GAZ    | Paktika      | پکتیکا           | PKT    |
| Ghor        | غور              | GHR    | Pandschschir | پنجیشیر          | PJR    |
| Helmand     | هملند            | HEL    | Parwan       | پروان            | PRN    |
| Herat       | هرات             | HRT    | Samangan     | سمنگان           | SAM    |
| Dschuzdchan | جوزجان           | JZJ    | Sar-i Pul    | سرپل             | SRP    |
| Kabul       | کابل             | KBL    | Tachar       | تخار             | TAK    |
| Kandahar    | کندهار           | KDR    | Urosgan      | اروزگان          | ORZ    |
| Kapisa      | کپیسا            | KPS    | Wardak       | وردک             | WDK    |
| Chost       | خوست             | KST    | Zabul        | زابل             | ZBL    |